# 鳥尾鶴代
鳥尾 鶴代（とりお つるよ、1912年5月25日 - 1991年12月27日）は、日本の子爵・鳥尾敬光の妻。旧姓下條（げじょう）。のち鳥尾多江。美貌と社交術に長け、マダム鳥尾としてマスコミを賑わせた。下条正雄の孫。

## 経歴
日本画家で貴族院議員の祖父・下條桂谷（正雄）の末子・小四郎の娘として、祖父の持つ東京市麹町区（現在の東京都千代田区）の豪邸で生まれ贅沢に育つ。母方祖父は津田出。1919年、女子学習院初等科に入学。平民出身のため華族の生徒からいじめられた。祖父が亡くなったことで麹町の家は嗣子の伯父のものとなり、1923年3月、鶴代一家は神奈川県大磯の祖父の別荘に転居。派手な都会暮らしに慣れた父は帝国ホテルにも部屋を借り、鶴代も1年ほどホテルから通学、その後一家は、麹町の伯父宅2階を借りるなど転居を繰り返し、最終的に隠田（現・原宿）に落ち着く。聖心女子学院語学校に進学。
帝国ホテル支配人・林愛作の息子のホームパーティで子爵・鳥尾敬光（のりみつ）と知り合い、1932年11月23日に東京会館で挙式し結婚。東京・音羽の７千坪の庭のある邸宅で夫の祖母と母と同居し、1933年9月4日、長男・鳥尾敬孝、1935年に長女・絵美を生む。姑らから華族としての厳しい躾を受けながらも多数の使用人に囲まれ、贅沢三昧の生活を送っていたが、1937年から1940年、鳥尾家後見人の事業失敗によって東京市小石川区（現在の東京都文京区）の屋敷やその他の地所を失う。姑・大姑は熱海の別荘へ、鶴代一家は世田谷区深沢に転居し、稲葉正凱設計で洋館を新築。姑らとの別居により自由を得て社交生活を謳歌する一方、姑の死後、痴呆症の大姑を引き取り、面倒を見た。
1945年6月、東京を離れたがらない夫を残し、戦火を避けて長野県軽井沢町の別荘に子供たちと疎開する。鳥尾家の負債整理、大姑の介護、疎開中の食糧調達など、立て続いた苦難に対して無力だった夫に失望する。
1946年、楢橋渡内閣書記官長宅で開かれたパーティでGHQ民政局次長チャールズ・ケーディスと知り合い、不倫関係に陥る。これにより、ケーディスと鳥尾家は家族同然の交流を深める。鶴代がケーディスに接近したのには情報収集の任もあったという。ケーディスについては後年自著で「決断力、抱擁力、女子どもをいたわり養う力など、夫にないものをすべて持っていた」「ケーディスのセックスは満点に近かった」などと述べている。かたわら、東銀座の洋装店に勤務して家計を助ける。橋本徹馬によると禁制品を売る店であってもってケーディスの愛人ということで不問にふされていたという。1948年、ケーディスは鶴代と温泉に入っているのを尾行中の警察に盗撮され、帰国。ケーディス帰国にはGHQ内の派閥争いが背景にあったという。
1949年6月24日、夫が脳溢血で急死。夫の死後、洋装店の仕事に加えて株式会社日本開発機械に渉外部長として勤務。1950年、青山に転居。筋向いに住む森清（森矗昶の四男、当時昭和電工社長、のち衆議院議員）と恋に落ちる。1953年、「マダム鳥尾」と呼ばれた鳥尾は 銀座でバー「鳥尾夫人」を開くが、2年8か月で閉店。1968年6月19日、清逝去。
清没後は回想記などを出版し、世田谷でバー「ロアゾ」を経営。1991年12月27日、胃がんにて79歳で死去。

## 家族
- 祖父・下條正雄 ‐ 日本画家、貴族院議員
- 父・下條小四郎 ‐ 正雄の四男。慶応義塾理財科卒業後、三井物産を経て、飛行機会社を始めたが失敗し、職は安定していなかった。遊び好きで、一時は愛人を自邸に同居させていたこともあった。[9]
- 母・文 ‐ 津田出の娘。[10]
- 夫・鳥尾敬光（1910-1949） ‐ 子爵。鳥尾小弥太の孫。たびたび自邸を訪ねていた妻の恋人のケーディスとも家族ぐるみで交流があり、鶴代によると自身も秘書と恋愛関係にあった。[1]
- 長男・鳥尾敬孝 ‐ ミュージシャン
- 弟・下條達人（1913-） ‐ 立教大学卒業後、電通に入社するも召集され渡満し、陸軍歩兵伍長として戦死[11][12]

## 自著
- マダム鳥尾『おとこの味』（サンケイ新聞社、1969年）
- 鳥尾多江『私の足音が聞える ― マダム鳥尾の回想』（文藝春秋、1985年7月1日）

## 関連書
- 松本清張「占領鹿鳴館の女たち」（初出『婦人公論』1960年11⽉号、『松本清張全集 ３４』（文藝春秋、1974）収録）
- 猪瀬直樹『ジミーの誕生日　アメリカが天皇明仁に刻んだ「死の暗号」』文藝春秋 (2009/11/25) ‐ 鶴代の孫が持ち込んだ鶴代の日記を元に話が展開する
- 三島由紀夫『女は占領されない』（脚本、1959年） ‐ 鶴代を下敷きに越路吹雪主演で日比谷芸術座で上演されヒットした（演出：長岡輝子、出演：越路吹雪、安部徹、神山繁、岸田今日子、加代キミ子、土屋嘉男、山田真二)[13][14]
- 平林たい子『紅薔薇夫人』（『主婦の友』1951年10月） ‐ 実名によるモデル小説